# Vertragsarzt
Ein Vertragsarzt, herkömmlich und in Österreich Kassenarzt, ist ein approbierter, niedergelassener Arzt mit einem Vertragsarztsitz. Die Zulassung als Vertragsarzt setzt den Eintrag in ein Arztregister voraus, das von den Kassenärztlichen Vereinigungen geführt wird. Sie erfolgt auf Beschluss eines Zulassungsausschusses und gilt nur für den Bezirk des Vertragsarztsitzes.
Früher wurde in Deutschland zwischen Vertragsärzten und Kassenärzten unterschieden: Vertragsärzte waren für den Ersatzkassenbereich zugelassen, Kassenärzte für den sogenannten Primärkassenbereich der damaligen gesetzlichen Krankenkassen. Diese Unterscheidung wurde vom Gesetzgeber im Zuge einer Reform des Gesundheitswesens aufgegeben.
Ungeachtet der vertraglichen Bindung üben die Vertrags- bzw. Kassenärzte in Deutschland und Österreich einen freien Beruf aus.

## Deutschland

### Organisation und Rechtliches
Der Vertragsarzt kann allein, in einer Praxisgemeinschaft, in einer Berufsausübungsgemeinschaft (früher: Gemeinschaftspraxis), in Teilgemeinschaftspraxis oder als freiberuflicher Arzt in einem Medizinischen Versorgungszentrum tätig werden. Angestellte Ärzte in Medizinischen Versorgungszentren haben keinen Vertragsarztstatus, sind aber, da sie im Arztregister eingetragen sein müssen, Mitglieder der jeweiligen Kassenärztlichen Vereinigungen. Auch ermächtigte Krankenhausärzte sind keine Vertragsärzte, aber Mitglieder der regionalen Kassenärztlichen Vereinigung. Die Zulassungsverordnung für Vertragsärzte (Ärzte-ZV) gibt dafür nachfolgenden Rahmen vor:

„Die gemeinsame Ausübung vertragsärztlicher Tätigkeit ist zulässig unter allen zur vertragsärztlichen Versorgung zugelassenen Leistungserbringern an einem gemeinsamen Vertragsarztsitz (örtliche Berufsausübungsgemeinschaft). Sie ist auch zulässig bei unterschiedlichen Vertragsarztsitzen der Mitglieder der Berufsausübungsgemeinschaft (überörtliche Berufsausübungsgemeinschaft), wenn die Erfüllung der Versorgungspflicht des jeweiligen Mitglieds an seinem Vertragsarztsitz unter Berücksichtigung der Mitwirkung angestellter Ärzte und Psychotherapeuten in dem erforderlichen Umfang gewährleistet ist sowie das Mitglied und die bei ihm angestellten Ärzte und Psychotherapeuten an den Vertragsarztsitzen der anderen Mitglieder nur in zeitlich begrenztem Umfang tätig werden. […]“

### Versorgungsprobleme der Kassenpatienten
Insgesamt wird in Zukunft mit einem Ärztemangel gerechnet, da niedergelassene Ärzte aus Altersgründen einen Nachfolger suchen werden. Weil der Beruf durch die vielfältigen Beschränkungen wie Budgetierung, Reglementierung, Bürokratisierung und verschlechterte Vergütungen an Attraktivität eingebüßt hat, wenden sich viele Absolventen des Medizinstudiums anderen Aufgaben als der Behandlung kranker Menschen zu oder gehen ins Ausland.

### Beendigung der Kassenzulassung
Kassenärzten wurde durch das Gesundheitsstrukturgesetz von 1993 bis 2008 mit Vollendung des 68. Lebensjahres ihre Zulassung als Vertragsarzt entzogen. Dies wurde am 17. Oktober 2008 mit dem Gesetz zur Weiterentwicklung der Organisationsstrukturen in der gesetzlichen Krankenversicherung (GKV-OrgWG) mit Wirkung vom 1. Januar 2009 wieder aufgehoben.
Der Bezug einer Rente aus dem berufsständischen Versorgungswerk ist seitdem von den jeweiligen Ärzteversorgungen abhängig:
- Die Berliner Ärzteversorgung bietet die Rente mit 67 an mit der Möglichkeit, diese um bis zu fünf Jahre vorzuziehen.[3]
- Ähnlich ist dies in Nordrhein-Westfalen.[4]
- Bei der Bayerischen Ärzteversorgung hat ein Mitglied Anspruch auf Altersruhegeld, das die Regelaltersgrenze erreicht hat. Wie bei der gesetzlichen Rentenversicherung wird diese für die Geburtsjahrgänge 1947 bis 1963 schrittweise angehoben. Für vor 1947 Geborene ist die Regelaltersgrenze mit Vollendung des 65. Lebensjahres, für nach 1963 Geborene mit Vollendung des 67. Lebensjahres erreicht. Die Berufstätigkeit muss weder eingestellt noch beschränkt werden.[5] Mitglieder, die das 60. Lebensjahr (bzw. das 62. Lebensjahr bei erstmaligem Mitgliedschaftsbeginn nach dem 31. Dezember 2011) vollendet haben, erhalten auf Antrag vorgezogenes Altersruhegeld.

### Statistik
Im Jahr 2019 waren insgesamt fast 178.000 Ärzte und Psychotherapeuten an der vertragsärztlichen Versorgung beteiligt (siehe die Übersicht Ärzte und Psychotherapeuten an der vertragsärztlichen Versorgung in den Kassenärztlichen Vereinigungen). 

### Kostenstruktur bei Arztpraxen
Das Statistische Bundesamt führt in vierjährlichem Turnus in ausgewählten Bereichen der Wirtschaft (u. a. im Wirtschaftszweig Einrichtungen des Gesundheitswesens) repräsentative Untersuchungen zur Kostenstruktur durch. Rechtsgrundlage ist das Gesetz über die Kostenstrukturstatistik (KoStrukStatG) in Verbindung mit dem Bundesstatistikgesetz (BStatG). Für diese Erhebungen besteht eine Auskunftspflicht der für die Befragung ausgewählten Unternehmen und Arbeitsstätten.
Für das Jahr 2015 wurde ermittelt, dass die Einnahmen der Arztpraxen bei durchschnittlich 507.000 EUR je Praxis lagen. Dies gilt für Praxen, die als Einzelpraxis oder als fachgleiche Berufsausübungsgemeinschaft geführt wurden. Mit 70,4 % entfiel 2015 der überwiegende Teil der Einnahmen der Arztpraxen auf die vertragsärztliche Tätigkeit. Aus Privatabrechnungen resultierten 26,3 % der Einnahmen und 3,3 % aus sonstigen selbstständigen ärztlichen Tätigkeiten. Der durchschnittliche Reinertrag einer Arztpraxis lag 2015 bei 258.000 EUR.
Die angegebenen Zahlen sind Durchschnittswerte, die stark streuen. Sie sind zum einen vom  Fachgebiet abhängig. Zum anderen gab es 2015 aber auch deutliche Unterschiede zwischen Praxen im Früheren Bundesgebiet (532.000 EUR) und solchen in den Neuen Ländern und Berlin-Ost (398.000 EUR).

Kostenstruktur in Arztpraxen nach Fachgebieten 2015
| Arztpraxen nach Fachgebieten (ohne fachübergreifende Berufsausübungsgemeinschaften und MVZ)  | Einnahmen je Praxis 2015 in 1000 € | Aufwendungen 2015 je Praxis in 1000 € | Reinertrag 2015 je Praxis in 1000 € |
| -------------------------------------------------------------------------------------------- | ---------------------------------- | ------------------------------------- | ----------------------------------- |
| Allgemeinmedizin                                                                             | 405                                | 178                                   | 227                                 |
| Innere Medizin                                                                               | 583                                | 301                                   | 282                                 |
| Frauenheilkunde                                                                              | 415                                | 198                                   | 217                                 |
| Kinderheilkunde                                                                              | 427                                | 199                                   | 228                                 |
| Augenheilkunde                                                                               | 728                                | 358                                   | 370                                 |
| Hals-Nasen-Ohrenheilkunde                                                                    | 424                                | 201                                   | 223                                 |
| Orthopädie                                                                                   | 669                                | 358                                   | 311                                 |
| Chirurgie, Mund-Kiefer-Gesichtschirurgie, Neurochirurgie                                     | 611                                | 330                                   | 281                                 |
| Haut- und Geschlechtskrankheiten                                                             | 543                                | 259                                   | 284                                 |
| Radiologie, Nuklearmedizin, Strahlentherapie                                                 | 2.343                              | 1.493                                 | 850                                 |
| Neurologie, Psychiatrie, Kinder-/Jugendpsychiatrie, Psychotherapie, Psychosomatische Medizin | 324                                | 144                                   | 180                                 |
| Urologie                                                                                     | 564                                | 262                                   | 302                                 |

## Österreich

### Organisation
Kassenärzte sind freiberuflich tätige Ärzte, die durch den Abschluss eines Einzelvertrags mit einer sozialen Krankenversicherung mit dieser in einer vertraglichen Beziehung stehen. Vergütet wird die vertragsärztliche Leistung über die Honorarordnung, welche integraler Bestandteil des Gesamtvertrags ist. Die Gesamtverträge wiederum werden nach dem Allgemeinen Sozialversicherungsgesetz (§§ 338 ff. ASVG) für die Träger der Krankenversicherung durch den Hauptverband der österreichischen Sozialversicherungsträger mit den örtlich zuständigen Ärztekammern abgeschlossen.
Demgegenüber sind Wahlärzte freiberuflich tätige Ärzte, die in keinem Vertragsverhältnis zu Trägern der sozialen Krankenversicherung stehen und ihre ärztliche Leistung über Privathonorar mit dem Patienten verrechnen.
Ärzte können sich fachgleich oder fächerübergreifend in der Rechtsform einer OG (Offenen Gesellschaft) oder einer GmbH (Gesellschaft mit beschränkter Haftung) zu einer Gruppenpraxis zusammenschließen.
Bei Vorlage der e-card wird die gegenüber dem Versicherten erbrachte ärztliche Leistung (Sachleistung) direkt mit dem zuständigen Versicherungsträger verrechnet.

### Einzelverträge
Zum Abschluss eines Einzelvertrags müssen sich die Interessenten um eine ausgeschriebene Planstelle bewerben. Es gibt bestimmte Kriterien für die Reihung der Bewerber. Die Reihungskriterien sind in einer Verordnung des Bundesgesundheitsministeriums niedergelegt (§ 343 Abs. 1a ASVG). Diese Kriterien sind insbesondere die fachliche Eignung, zusätzliche fachliche Qualifikationen durch Fortbildung, der Zeitpunkt der ersten Eintragung in eine Bewerberliste, bei im Fach Frauenheilkunde und Geburtshilfe außerdem die durch das weibliche Geschlecht zusätzlich vermittelbare besondere Vertrauenswürdigkeit (§ 2 Abs. 1 Z 1 bis 4 Reihungskriterienverordnung). Die einzelnen Kriterien gehen mit bestimmten Punktwerten in die Auswahlentscheidung ein. Erfolgreiche Bewerber werden auch als § 2–Ärzte bezeichnet.
Das Vertragsverhältnis erlischt kraft Gesetzes etwa bei Tod des Vertragsarztes oder der Auflösung der Vertrags-Gruppenpraxis sowie im Fall einer rechtskräftigen Verurteilung des Vertragsarztes zu einer mehr als einjährigen Freiheitsstrafe. Der Träger der Krankenversicherung muss es kündigen, wenn der Arzt die Staatsbürgerschaft eines Mitgliedstaates des Europäischen Wirtschaftsraumes oder die Berechtigung zur Ausübung des ärztlichen Berufes verliert. Der Vertrag kann außerdem von beiden Teilen unter Einhaltung einer dreimonatigen Kündigungsfrist zum Ende eines Kalendervierteljahres ordentlich gekündigt werden.

### Statistik
Ende des Jahres 2014 gab es in Österreich 7 208 § 2-Ärzte in der Humanmedizin, die mehrheitlich männlich und zwischen 50 und 64 Jahren alt waren, wobei dies sowohl für die Gesamtzahl der Ärzte als auch für das Fachgebiet „Allgemeinmedizin“ sowie für die allgemeinen Fachärzte gilt.